# Sveta Katarina (Rovinj)
Sveta Katarina je otočić uz zapadnu obalu Istre, oko 0,4 km južno od Rovinja.
Površina otoka je 124.193 m2, duljina obalne crte 1825 m, a visina 23 metra.
U Državnom programu zaštite i korištenja malih, povremeno nastanjenih i nenastanjenih otoka i okolnog mora Ministarstva regionalnoga razvoja i fondova Europske unije, svrstana je kao "otočić". Pripada Gradu Rovinju.

## Promet
Dobro je prometno povezana s Rovinjem. Brodić prometuje svaku pola sata, a vožnja do luke traje nekoliko minuta. 

## Povijest
U 19. stoljeću Sv. Katarinu kupio je nadvojvoda Karl Stjepan u čijem je vlasništvu ostala kratko. Otkupio ju je grof Ignaz Milewski koji je ovdje izgradio ljetnikovac, dao urediti parkove i zasaditi perivoje. Povijesna previranja oštetila su mnogo od toga pa je ostao samo ljetnikovac koji je obnovljen 2000.

## Flora
Mediteranska makija i crnogorična šuma.

## Turizam
Atraktivne kamenite plaže na istoku Svete Katarine i visoke stijene koje se okomito spuštaju u more, Zlatna, Srebrna i Brončana stijena na sjevernom dijelu otoka.

## Vanjske poveznice
|  | Zajednički poslužitelj ima još gradiva o temi Sveta Katarina (Rovinj) |